# Getter Jaani

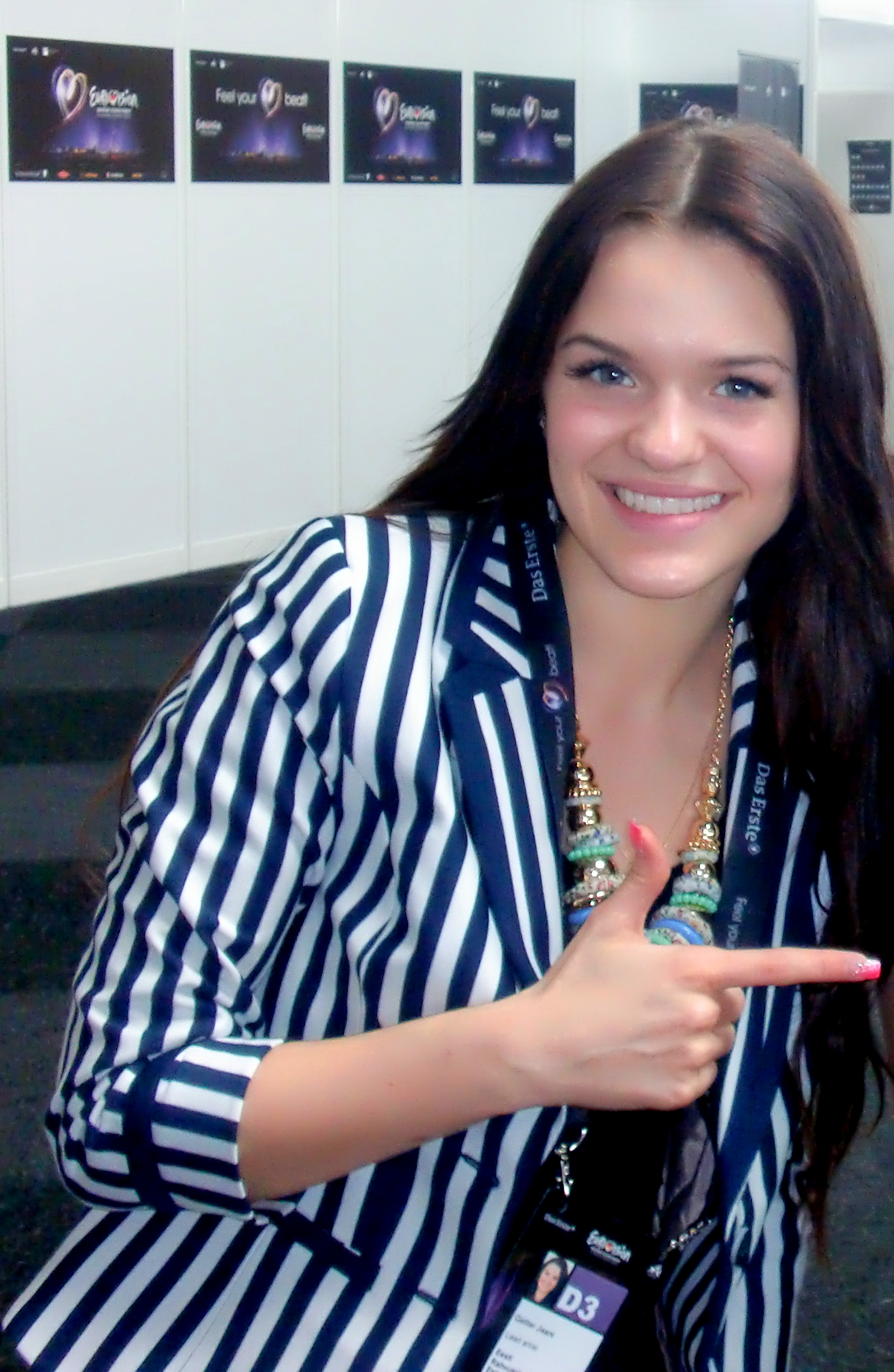
Getter Jaani (2011).

Getter Jaani, född 3 februari 1993 i Tallinn, Estland,är en estnisk sångerska. 

## Medverkan i Eurovision Song Contest
Den 26 februari 2011 vann Getter Jaani den estniska uttagningen till Eurovision Song Contest 2011 med låten "Rockefeller Street". Hon kom näst sist i finalen av Eurovision Song Contest 2011 med 44 poäng. Låten är skriven av Sven Lõhmus. Getter Jaani har efter det släppt två skivor, "Rockefeller Street" och "Parim Päev", med låtar som till exempel "Ebareaalne", "Alles Alguses" och "Valged Ööd", en duett med Koit Toome.

## Diskografi

### Album
- 1 maj 2011 - Rockefeller Street

### Singlar
- 2010 - "Parim päev"
- 2010 - "Grammofon"
- 2011 - "Rockefeller Street"
- 2011 - "Valged Ööd"
- 2011 - "Me kõik jääme vanaks"

### Fotnoter
1. ↑  Internet Movie Database, IMDb-ID: nm3652848co0047972, läst: 19 juli 2016.[källa från Wikidata]
2. ↑  ”Estonia: Getter Jaani to Düsseldorf!”. escdaily.com. Arkiverad från originalet den 16 augusti 2011. https://web.archive.org/web/20110816133132/http://escdaily.com/articles/14556. Läst 26 februari 2011.